# Etiopía en los Juegos Olímpicos de Tokio 2020
Etiopía estuvo representada en los Juegos Olímpicos de Tokio 2020 por un total de 37 deportistas que compitieron en 4 deportes. Responsable del equipo olímpico fue el Comité Olímpico Etíope, así como las federaciones deportivas nacionales de cada deporte con participación.
El portador de la bandera en la ceremonia de apertura fue el nadador Abdelmalik Muktar.

## Medallistas
El equipo olímpico de Etiopía obtuvo las siguientes medallas:
| Nombre           | Deporte   | Competición          |
| ---------------- | --------- | -------------------- |
| Oro              |           |                      |
| Selemon Barega   | Atletismo | 10 000 m M           |
| Plata            |           |                      |
| Lamecha Girma    | Atletismo | 3 000 m obstáculos M |
| Bronce           |           |                      |
| Gudaf Tsegay     | Atletismo | 5 000 m F            |
| Letesenbet Gidey | Atletismo | 10 000 m F           |